# 姆爾利納河
50°11′07″N 15°02′51″E / 50.1853°N 15.0474°E

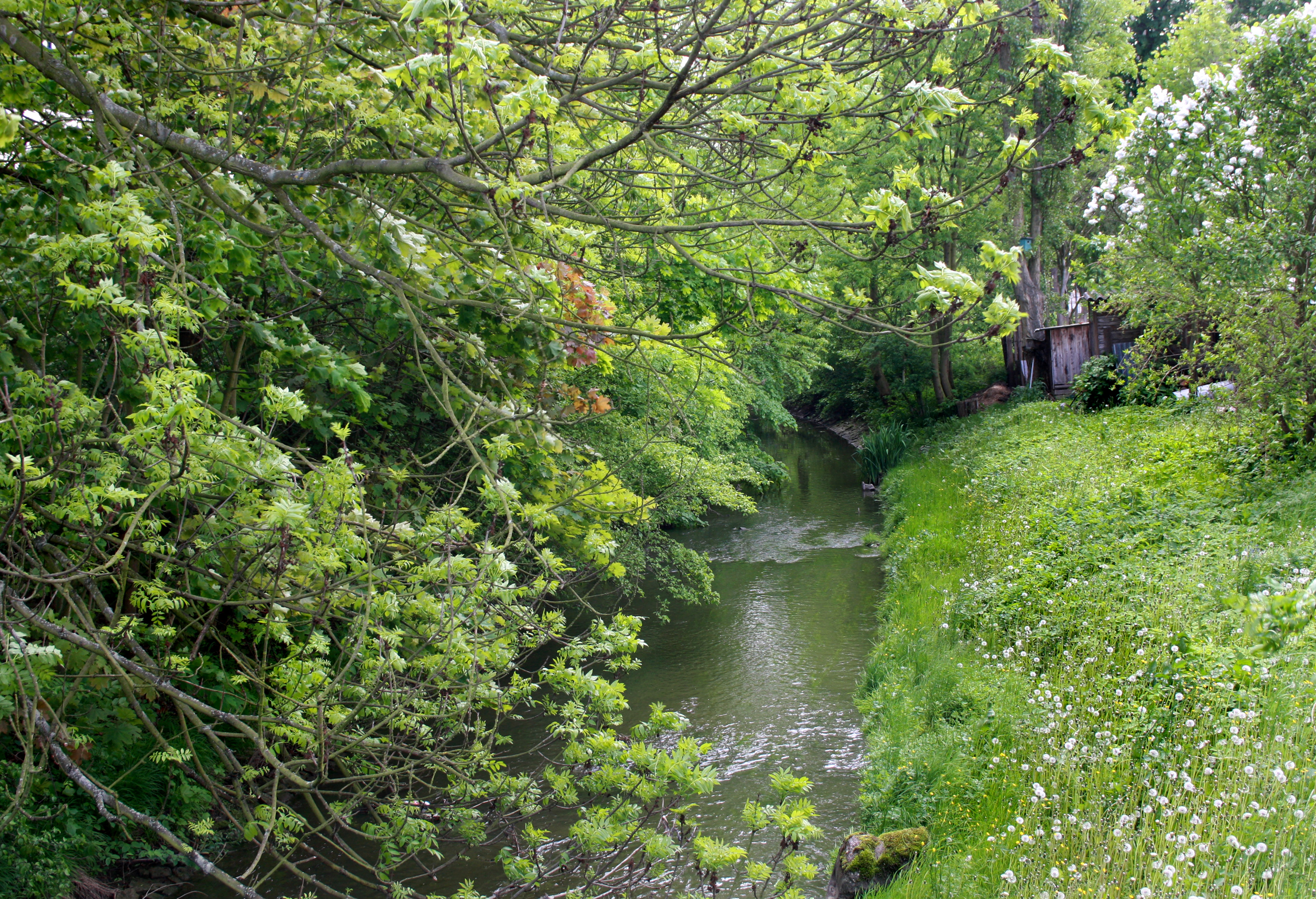

姆爾利納河是捷克的河流，位於該國中部，處於中波希米亞州，屬於易北河的右支流，河道全長50公里，流域面積657平方公里，河口處在寧布爾克。